# Järlepa
Järlepa est un village de la commune de Juuru du comté de Rapla en Estonie.